# Столыпина, Ольга Борисовна
О́льга Бори́совна Столы́пина (урождённая Не́йдгардт; 12 июля 1859 — 22 октября 1944, Париж) — супруга председателя Совета министров П. А. Столыпина. Фрейлина, благотворительница, кавалерственная дама ордена Святой Екатерины (1 января 1913).

## Биография

### Происхождение
Ольга Борисовна родилась в семье обер-гофмейстера двора Бориса Александровича Нейдгардта и Марии Александровны, урождённой Талызиной. Её отец, потомок обрусевшего австрийского рода, являлся почётным опекуном, под покровительством которого было множество московских приютов, воспитательных домов и школ; мать, правнучка А. В. Суворова, заведовала богоугодными и учебными заведениями. В семье росли ещё три сына (Александр, Дмитрий, Алексей) и дочь Анна.

### Брак

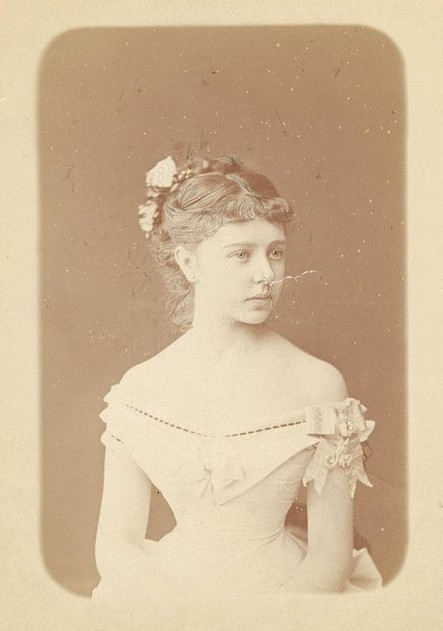
Ольга Борисовна Нейдгарт с фрейлинским шифром

Первым женихом фрейлины Ольги Борисовны стал прапорщик Лейб-гвардии Преображенского полка Михаил Аркадьевич Столыпин (1859—1882), старший сын генерала Аркадия Дмитриевича Столыпина от второго брака с княжной Натальей Михайловной Горчаковой. Однако незадолго до свадьбы он был убит на дуэли князем Иваном Шаховским. Секундантом Столыпина был брат Ольги Борисовны, Дмитрий. Точная причина дуэли не известна. По одним предположениям, Михаил Аркадьевич заступился за молодого офицера, над которым насмехался князь Шаховской; по другим — за честь неустановленной дамы. Местом был выбран один из островов в окрестностях Петербурга. По семейным преданиям, впоследствии с князем стрелялся брат Михаила, Пётр Аркадьевич (1862—1911), получивший ранение в правую руку.
Та же семейная легенда, распространившаяся в свете, гласила, что раненый Михаил сам пожелал брака младшего брата и своей невесты. Александр Извольский в мемуарах писал:
Он женился, будучи очень молод, несколько романтичным способом на невесте своего старшего брата, погибшего на дуэли, который на своем смертном одре вложил руку своего брата в руку молодой девушки, которую он нежно любил».

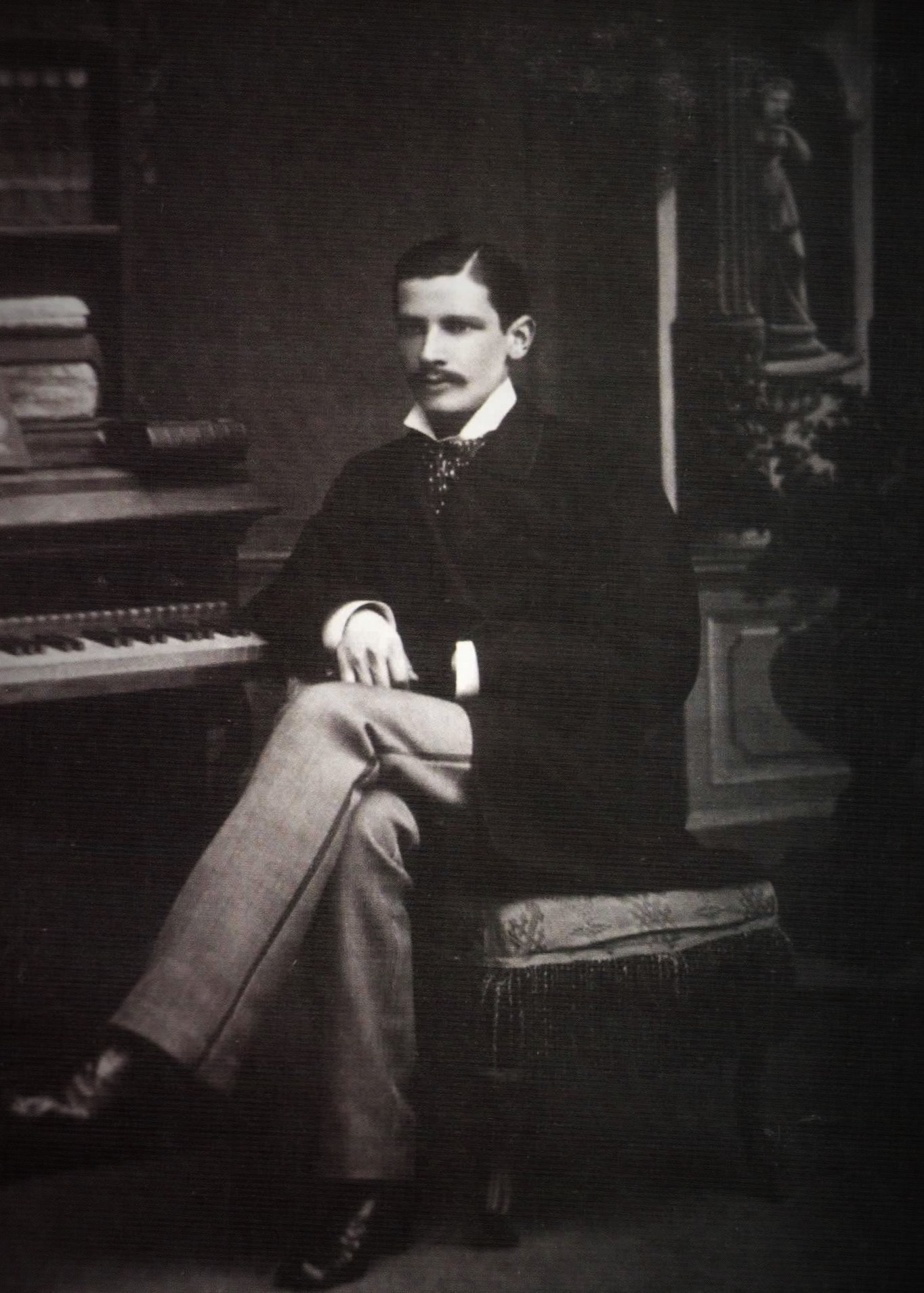
Пётр Столыпин (1881 г.)

По воспоминаниям дочери Марии, Пётр Аркадьевич, опасался, что его молодость может стать препятствием для сватовства. Ему исполнилось только двадцать два года, невеста была почти на три года старше: «Но дедушка, улыбаясь, ответил: „La jeunesse est un defaut duquel on secorrige chaque jour“ и спокойно и радостно отдал свою дочь этому молодому студенту, зная отлично, что лучшего мужа ей не найти.» 23 июня 1884 года Пётр Столыпин, в то время студент естественного отделения физико-математического факультета Санкт-Петербургского Императорского университета, обратился с прошением к ректору о разрешении вступить в брак: «Честь имею ходатайствовать перед Вашим Превосходительством о разрешении мне вступить в брак с дочерью почётного опекуна гофмейстера двора его Императорского Величества девицею Ольгой Борисовной Нейдгардт».
Венчание состоялось 27 октября того же года. Брак оказался счастливым и многодетным. Столыпин был любящим семьянином, о чём свидетельствует его письма к жене. Так в августе 1899 года Пётр Аркадьевич писал «ненаглядному сокровищу»: «В вагоне всё думал о Тебе и моей глубокой привязанности и обожании к Тебе. Редко, я думаю, после 15 лет супружества так пылко и прочно любят друг друга, как мы с Тобою. Для меня Ты и дети всё, и без вас я как-то не чувствую почвы под ногами.» Кроме того, этот союз упрочил как материальное состояние Столыпина (в приданое Ольга Борисовна получила 4845 десятин в Чистопольском уезде Казанской губернии), так и связи в высших придворных кругах. Единственное, что огорчало супругов, это отсутствие сына-наследника. Лишь в 1903 году осуществилось их заветное желание: 
Когда после пяти дочерей родился у моих родителей первый сын, радость наша была огромная. Как нас девочек ни любили родители, их большим желанием, конечно, было иметь сына. Мечта эта осуществилась лишь на двадцатый год их семейной жизни. До моего брата родился сын моего дяди Александра Аркадьевича Столыпина. С грустью послали тогда мои родители образ, переходящий в роде Столыпиных первенцу нового поколения, моему двоюродному брату. Зато когда им Бог послал сына, были они счастливы и горды необычайно.

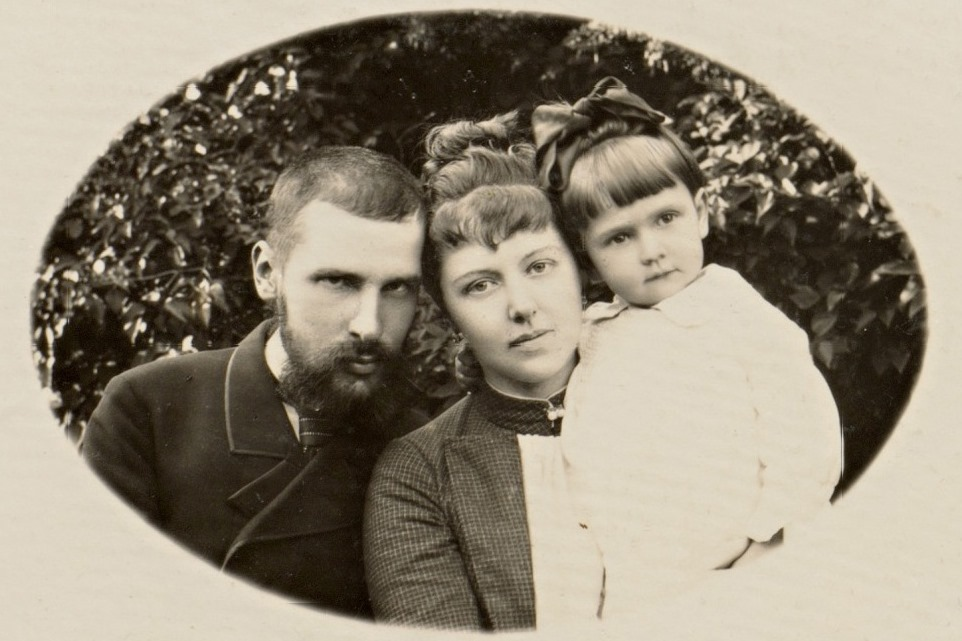
Столыпины с первенцем — Марией. Примерно 1889г.

Первые годы брака Столыпины провели в Петербурге, где Пётр Аркадьевич служил в Департаменте земледелия и сельской промышленности Министерства государственных имуществ. В их доме собирался небольшой кружок близких друзей, популярность которого была столь высока, что «многие представители петербургского света … стали не только стараться попасть в это общество, но даже заискивали перед ним.» В 1889 году Столыпин был назначен предводителем дворянства Ковенского уезда и председателем Ковенского съезда мировых посредников. Семья уездного предводителя снимала дом на краю города, что позволяло вести тихую размеренную жизнь, хотя Ольга Борисовна, оказавшаяся в провинциальном городе, «чувствовала себя сначала в Ковне очень неуютно и скучала». Полгода семья проводила в Колноберже, одном из своих имений, расположенных в Ковенском уезде. Уезжая по служебным делам, Пётр Аркадьевич писал своей «Дуте», так он ласково обращался к жене, почти каждый день.
Столыпины вели весьма скромный для своего круга образ жизни, мало выезжали и принимали лишь узкий круг близких друзей. Ольга Борисовна лично проверяла все счета, но денег хватало не всегда. Будучи достаточно крупным земледельцем и обладая несколькими имениями в разных губерниях, но не имея возможности заниматься делами, Столыпин был вынужден брать кредиты, чтобы рассчитаться с долгами. Единственное, на чём супруги не экономили, это лучшие гувернантки для дочерей и лечение старшей дочери, у которой были проблемы со слухом.
Годами помню я ту же картину по вечерам: мой отец за письменным столом, моя мать на диване с работой. Иногда кто-нибудь из друзей рядом с ней. Ведется общий разговор, в который изредка вставляет свое слово папа, повернувшись на своем стуле с круглой спинкой. Потом, когда Казимир приносит вечерний чай, папа пересаживается к остальным, и если есть гости, то разговаривают до десяти – одиннадцати. Если же мои родители одни, то читают вслух друг другу, а ровно в одиннадцать идут спать. Так были прочтены почти все исторические романы Валишевского, так читалось «Воскресение» Толстого, когда оно печаталось в «Ниве», и многое другое из русской, французской и английской литературы.

### Саратов
Эти самые спокойные и счастливые в жизни семьи годы, проведенные в Ковно и Колноберже, были прерваны в 1902 году, когда Столыпин был назначен сначала гродненским, а через восемь с половиной месяцев саратовским губернатором. Ситуация в Саратове была настолько взрывоопасной, что Пётр Аркадьевич попросил оставить его с семьёй в Гродно, где пребывание походило «на прекрасный сон», но В. К. Плеве отказал: «Меня ваши личные и семейные обстоятельства не интересуют, и они не могут быть приняты во внимание, я считаю вас подходящим для такой трудной губернии и ожидаю от вас каких-либо деловых соображений, но не взвешивания семейных интересов». Опасаясь за благополучие семьи, Столыпин планировал оставить родных в имении, а в случае ухудшения ситуации — отослать в Германию, но Ольга Борисовна не пожелала оставить супруга. Опасения Столыпина оправдались: чтобы надавить на губернатора, террористы использовали все доступные средства: грозились отравить сына-младенца, держали под прицелом окна дома, подбрасывали письма старшей дочери Марии, подсылали к девушке красавца агента. Князь Н. Н. Львов вспоминал слова Петра Аркадьевича:
Посмотрите, сколько зла в этих людях . Они знают, как я люблю моих детей. И вот я получаю подмётные письма с угрозой, что в моих детей бросят бомбу, когда они катаются на коньках.
Несмотря на тяжёлые душевные переживания и страх за жизнь мужа и детей, Ольга Борисовна стала верной помощницей супруга в решении социальных проблем губернии и продолжила семейную традицию богоугодных дел. Под попечением губернаторши оказались местное управление Российского общества Красного Креста, губернские детские приюты, саратовская Андреевская община сестер милосердия, она возглавила комитет саратовского Дамского попечительства о бедных, который находился под покровительством императрицы Марии Федоровны. Два дня в неделю были выделены ею для личного приёма просителей.
Семья губернатора заняла «дом Рейнеке» на углу улиц Вольской и Мало-Сергиевской (ныне ул. Мичурина).
Дом наш всем полюбился — просторный, с красивыми большими высокими комнатами, весь новый, чистый, и, о радость! — освещённый электричеством. Но мама этого новшества  не признавала и завела у себя на письменном столе керосиновую лампу. Говорила, что электричество портит глаза.
Светская жизнь Столыпиных отличалась всё той же скромностью: сами в гостях бывали не часто, у себя принимали лишь тех, с кем установились дружеские отношения (семейства князей Гагариных и Кропоткиных, помещика Каткова и графа Д. А. Олсуфьева). Основное время занимала забота о детях, своего супруга Ольга Борисовна в эти дни почти не видела. Мария Столыпина вспоминала: «…папа, так мало мог принимать участья в нашей жизни… Полчаса отдыха после обеда, во время которого он с мама ходил взад и вперед по зале, и потом полчаса за вечерним чаем — вот и всё.»

### Возвращение в Санкт-Петербург
Назначение Петра Аркадьевича в 1906 году министром внутренних дел, а через несколько месяцев — председателем Совета Министров, позволило Столыпиным вернуться в Санкт-Петербург, но не уменьшило опасности, угрожавшей семье. Регулярно Столыпин принимал у себя дома начальника столичного охранного отделения полковника А. В. Герасимова, и Ольга Борисовна присутствовала на этих встречах, желая быть в курсе действий террористов. В одном из писем тех лет Пётр Аркадьевич называет супругу своим «ангелом-хранителем.» Ольга Борисовна стала для мужа помощником и советчиком, иногда и в государственных делах. Столь быстрый карьерный рост бывшего губернатора был встречен неоднозначно. В печати того время спорили: «… почерпают ли свою силу родственники П. А. Столыпина — Нейдгардты — от него или же, наоборот, он — от них.» Да и сама Ольга Борисовна, имевшая большое влияние на мужа, вызывала в свете разноречивые толки. Так, С. Ю. Витте язвительно отмечал в своих мемуарах: «Супруга Столыпина делала с ним всё, что хотела». В это же время широко распространилась сплетня о «нелюбви» к Ольге Борисовне императрицы Александры Фёдоровны. В. Шульгин вспоминал такой «анекдот»: 
Однажды жена Столыпина, урожденная Нейдгарт, устроила у себя званый обед. Приглашены были разные сановники, статские и военные. Был обычай, что в таких случаях снимали оружие, то есть оставляли шашки в передней. При оружии обедали только у царя. Но на этот раз у Ольги Борисовны Столыпиной военные не сняли оружия, а обедали при шашках и кортиках. Это нарушение этикета дошло до сведения Царицы. И она будто бы уронила: 
— Ну что ж, было две Императрицы, а теперь будет три: Мария Фёдоровна, Александра Фёдоровна и Ольга Борисовна.
Зять Столыпиной, Борис Бок, писал А. В. Зеньковскому : «Нелюбовь к Ольге Борисовне [Столыпиной] весьма не понятна и, конечно, может базироваться только на сплетнях, исходивших очевидно от Курлова. Ольгу Борисовну императрица совсем не знала. Кроме нескольких фраз во время представления, она с ней никогда не говорила.»

### Взрыв на Аптекарском острове

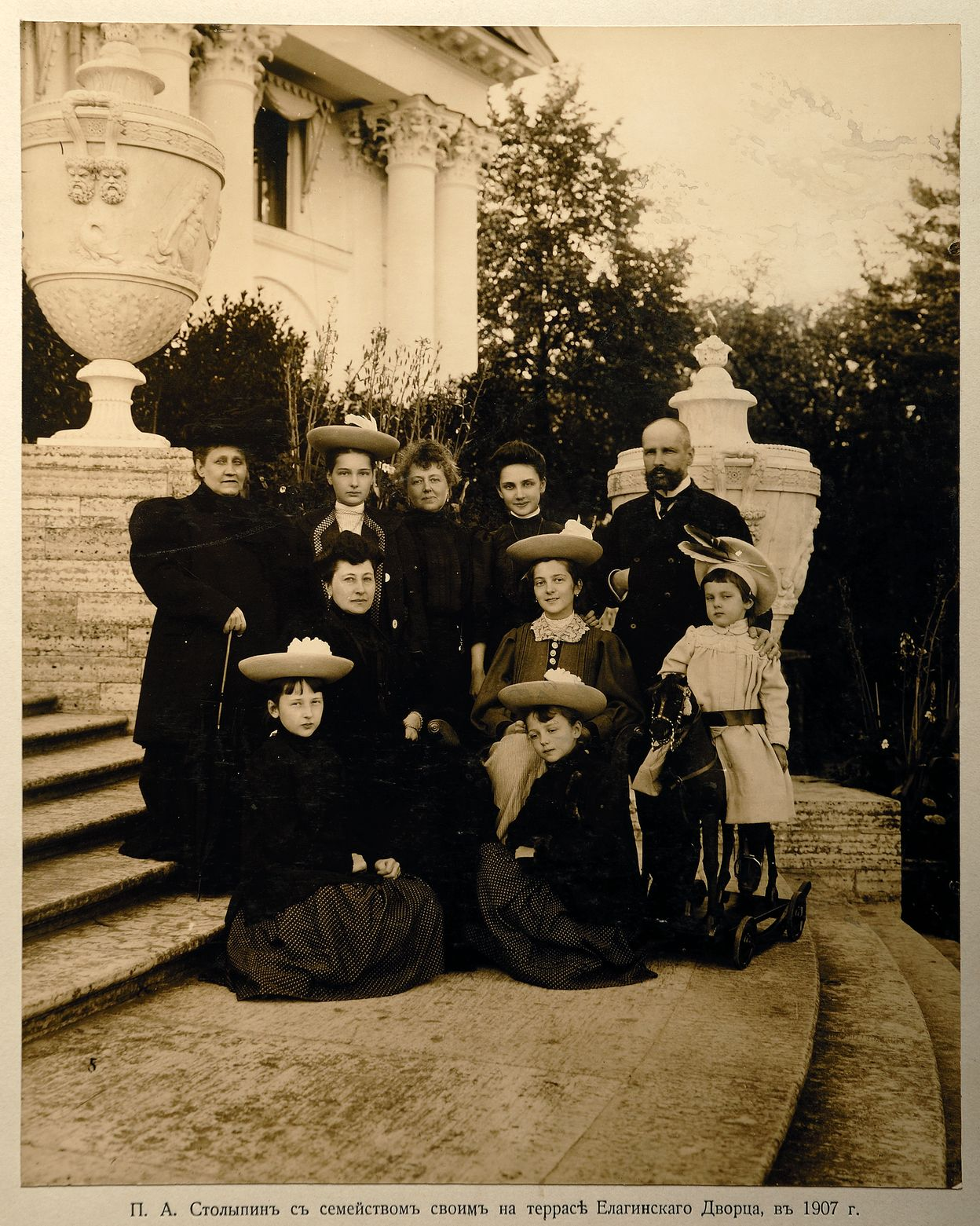
Столыпин П.А. с семьёй у Елагинского дворца (сидит Наталья). 1907г.

Переехав в столицу, Столыпины поселились не на квартире министра внутренних дел на Мойке, а в казённой двухэтажной даче на Аптекарском острове.
Именно здесь и было совершено одно из покушений на Столыпина, в результате которого под угрозой оказалась вся его семья. 12 (25) августа 1906 года трое террористов под видом просителей приехали якобы по срочному делу. В первой приёмной они столкнулись с генералом А. Н. Замятниным и агентами охраны, которые, заподозрив неладное, попытались задержать лже-жандармов. Увидев, что они разоблачены, террористы вначале попытались прорваться силой, а затем метнули портфель с бомбой. Последствия взрыва были ужасающими. Комнаты первого этажа и подъезд были разрушены, обрушились верхние помещения. Пострадали более 100 человек: 27 человек погибли на месте (среди них адъютант А. Н. Замятнин, агенты охранки, некоторые посетители, няня сына Столыпина Аркадия и сами террористы), 33 — тяжело ранены, многие потом скончались. Бо́льшая часть семьи не пострадала, но была сильно изувечена пятнадцатилетняя дочь Наталья и ранен двухлетний сын Аркадий, находившиеся на балконе. Взрывом их выбросило на набережную. Наталья попала под ноги лошадей, запряженных в полуразрушенное ландо террористов. Аркадий оказался под обломками разрушенного балкона.
Мама вышла на балкон, под которым стоял мой отец, и я никогда не забуду тех двух фраз, которыми они тогда обменялись:
– Все дети с тобой? И ответ мама:
– Нет Наташи и Ади.

Надо видеть все описанное, чтобы представить себе, как это было произнесено, сколько ужаса и тоски могут выразить эти несколько слов.
Ольга Борисовна поехала со своими ранеными детьми в лечебницу доктора Калмейера и находилась при них неотлучно. Император Николай II писал: «Верьте чувству нашего сострадания, которое мы, как родители, испытываем, думая о вас и вашей супруге, как вы оба должны мучиться за бедных деток ваших! Надо твердо уповать на милость Господа Бога, что Он сохранит и исцелит их.» Когда встал вопрос о необходимости ампутации ног у Наташи, родители просили подождать с решением. Доктора согласились и, в конце концов, спасли обе ноги, но девочка осталась инвалидом. Столыпин и его семья по настоянию императора в целях безопасности переехали в Зимний дворец, специально для раненой Натальи оборудовали операционную, рядом с отведенной ей спальней императрицы Екатерины. Через год в день годовщины покушения Ольга Борисовна с супругом и детьми присутствовали при закладке памятника погибшим. Весной 1907 года императрица Александра Фёдоровна пригласила Ольгу Борисовну в Петергоф. Во время долгой аудиенции говорили о детях.

### Убийство мужа
Летом 1911 года Ольга Борисовна с детьми уехала в любимое Колноберже. Пётр Аркадьевич отправился в Киев, где вечером 1 сентября присутствовал на парадном представлении оперы «Сказка о царе Салтане» в Киевском городском театре. Во втором антракте к нему подошёл неизвестный в чёрном фраке и выстрелил два раза в упор. Столыпин получил ранение в руку, вторая пуля попала в орден святого Владимира. Первоначально состояние не внушало опасений, но через несколько дней обнаружились признаки брюшного воспаления. Получив телеграмму Коковцова, 3 сентября в Киев спешно приехала Ольга Борисовна и постоянно находилась рядом с супругом. 3 сентября Николай II пожелал поговорить с Петром Аркадьевичем, но Столыпина, опасаясь за здоровье супруга, не пустила императора к нему. Несмотря на усилия докторов, вечером 4 сентября состояние Столыпина резко ухудшилось, и около 10 часов вечера 5 (18) сентября он скончался. Утром 6 сентября, возвратившись из Чернигова, Николай II приехал в клинику проститься с телом Столыпина. Ольга Борисовна, находившаяся у его изголовья, поднялась навстречу со словами: «Ваше Величество, Сусанины не перевелись ещё на Руси.» Позднее Витте в своих мемуарах писал: «Ее театральная походка сопровождалась глупой театральной фразой, ибо я нисколько не сомневаюсь, что Столыпин — если бы он не был председателем Совета министров, и жизнь государя была бы в опасности, причем от него зависело спасти жизнь государю, — Столыпин поступил бы так же, как Сусанин, но так поступили бы десятки и десятки тысяч верноподданных его величества». После отслуженной в больничной палате панихиды, император выразил соболезнования вдове и «поцеловал её в щёки, а потом дважды поцеловал ей руку.» В письме к матери Николай сообщал: «Бедная вдова стояла как истукан и не могла плакать; братья её и Весёлкина находились при ней.» На похоронах, состоявшихся в Киеве, Столыпина «поражала всех своим самообладанием.» По сведениям «Московского листка» Ольга Борисовна находилась у изголовья гроба, а позднее шла за катафалком вместе с братом мужа, близкими родственниками и высшими сановниками. Императорская чета на траурной церемонии не присутствовала. Позднее Столыпина и другие родственники обращались к императору с просьбой отложить казнь убийцы и провести более тщательное расследование, но 12 (25) сентября в три часа утра Дмитрий Богров был казнён.
После смерти мужа Ольга Борисовна стала главой семьи: занималась «устройством» старших дочерей, ездила за границу с младшими детьми, поддерживала Колноберже и другие усадьбы и много занималась увековечиванием памяти Петра Аркадьевича.

### Убийства в Немирове
С началом войны Ольга Борисовна вместе с братьями и сестрой вошла в состав Особой комиссии по призрению воинских чинов и других лиц, пострадавших в продолжение войны, а также их семей под председательством великой княгини Ксении Александровны. Столыпина с дочерьми и сыном уехали в Немиров, где в замке свекровь её дочери Елены, княгиня Щербатова, организовала лазарет и работала там в качестве сестры милосердия. Один из местных жителей вспоминал:
В 1914-м княгиня Щербатова отдала свой дворец под лазарет. И сама работала в нем сестрой милосердия вместе с тремя дочками Столыпина, приходившимися ей родней и специально приехавшими в Немиров помогать раненым.
После революции семьи Щербатовых и Столыпиных остались в Немирове. Председатель Совнаркома Украины Христиан Раковский дал указание ревкому о неприкосновенности семьи, их дворца и парка. Но в начале января 1920 в имение вошёл отряд красноармейцев. 15 января погиб сын Марии Григорьевны и муж Елены Петровны, Владимир. По одной версии, он был избит тремя красноармейцами, по другой — расстрелян. 20 января Мария Григорьевна с дочерью Александрой и подругой Марией Гудим-Левкович были расстреляны в своем имении. Столыпины спешно покинули имение и несколько месяцев скрывались от преследователей, но вместе с Щербатовыми пострадала оставшаяся Ольга Петровна, которая скончалась спустя несколько дней.

### Эмиграция
Вместе с последним поездом Красного Креста Ольга Борисовна с детьми выехала в Варшаву. Позднее семья сменила ещё несколько стран: Германия, Италия. В 1921 году Столыпина на несколько месяцев вернулась в Литву, но вскоре была вынуждена уехать в Париж, где жила на выделяемую французским правительством пенсию. Она активно интересовалась общественной жизнью русской колонии, состояла членом Дамского общества в память императрицы Марии Фёдоровны.
Последние годы Ольга Борисовна провела в Русском доме в Сент-Женевьев-де-Буа в полном одиночестве. Она умерла 22 октября 1944 года, пережив немецкую оккупацию, и похоронена на русском кладбище Сент-Женевьев-де-Буа под Парижем.

## Дети
- Мария (1885—1985) — супруга военно-морского атташе в Германии капитана 1-го ранга Бориса Ивановича фон Бока (1879—1955). Жила в США[28]. Написала книгу воспоминаний — «Петр Аркадьевич Столыпин. Воспоминания о моем отце. 1884—1911». Приемная дочь — Екатерина (1919—1993), удочерена в 1,5 года[29];
- Наталья (1891—1949) — супруга князя Юрия Николаевича Волконского (1892—1954). Умерла в 1949 году в Ницце (Франция) от рака;
- Елена (1893—1985) — с 29 апреля 1915 года в первом браке с князем Владимиром Алексеевичем Щербатовым (1880—1920, убит в Немирове). В этом браке родились Ольга (1915—1948) и Мария (род. 1916). 29 апреля 1923 года вступила во второй брак — с князем Вадимом Григорьевичем Волконским (1895—1973). В этом браке родилась дочь Елена (1924—2011)[30]. Жила в Италии и Франции;
- Ольга (1895—1920), убита красноармейцами в Немирове (Подольская губерния);
- Александра (1897—1987) — с 1921 года супруга графа Льва фон Кейзерлинга (1884—1940). Жила в Латвии, потом во Франции и в Швейцарии;
- Аркадий (1903—1990) — с 1930 года женат на Франсуазе Грации, дочери бывшего посла Франции Жоржа Луи. В браке родились Пётр (1931—1967), Дмитрий (1934—2014) и Мария-Па (1947—1999). Жил во Франции.

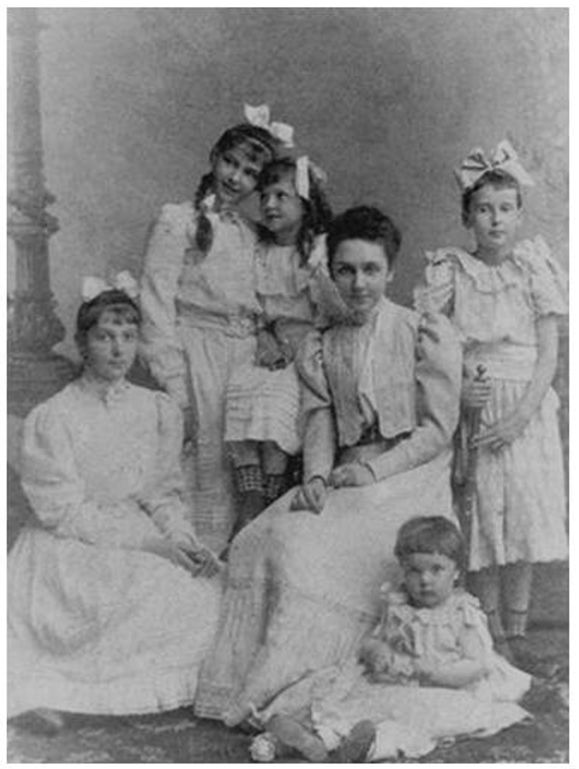
Все дети Столыпиных. Саратов, 1905 г.
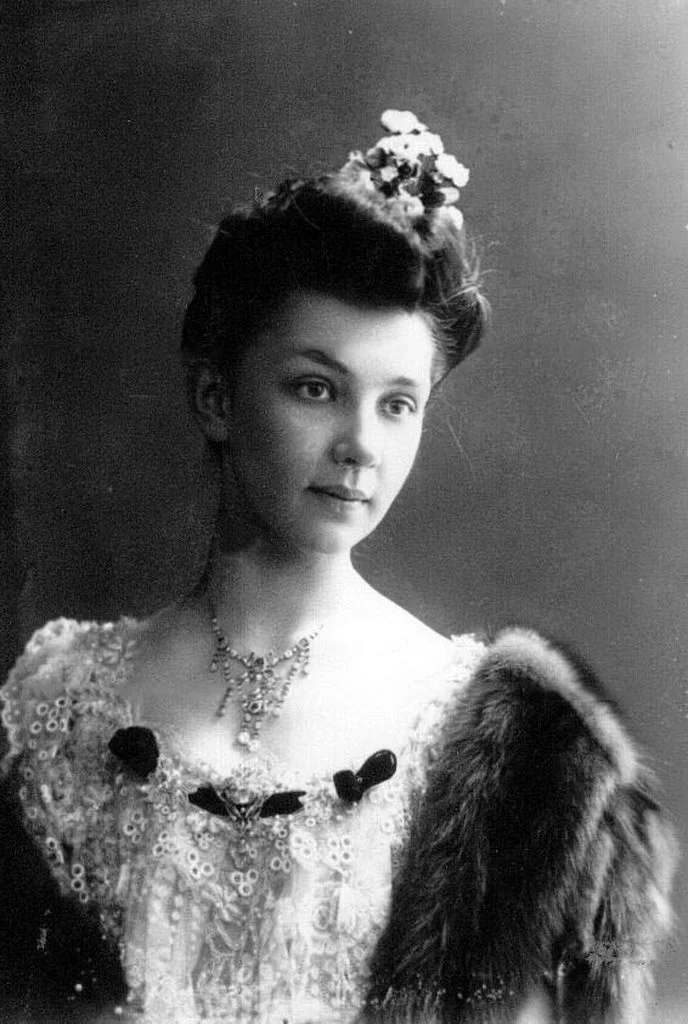
Столыпина Мария П. 1905—1911 гг.
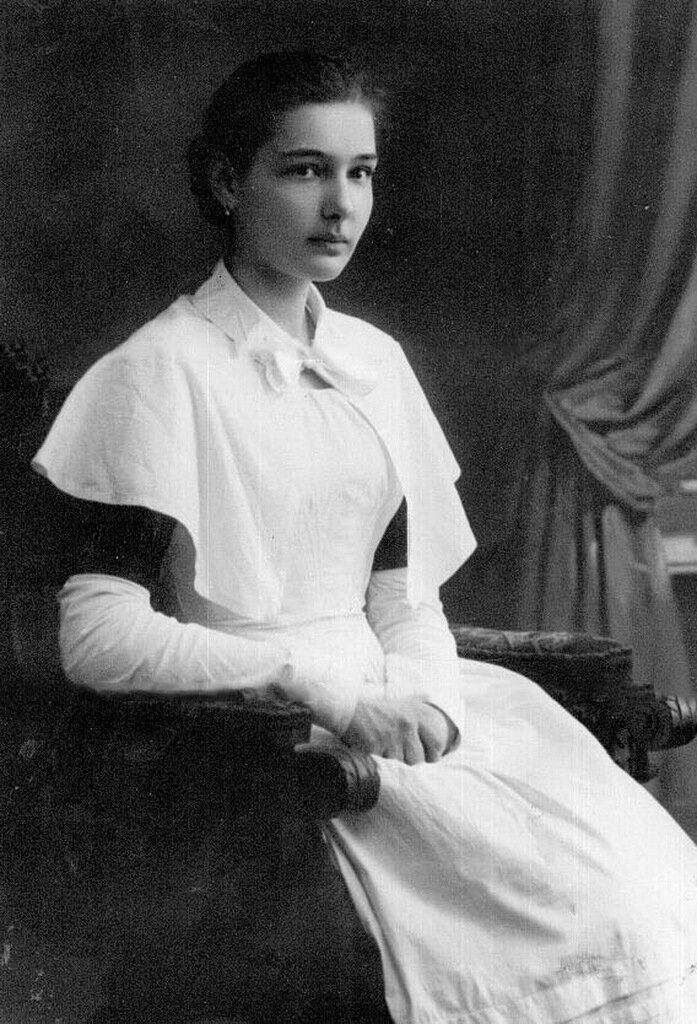
Столыпина Елена П. 1910—1913 гг.
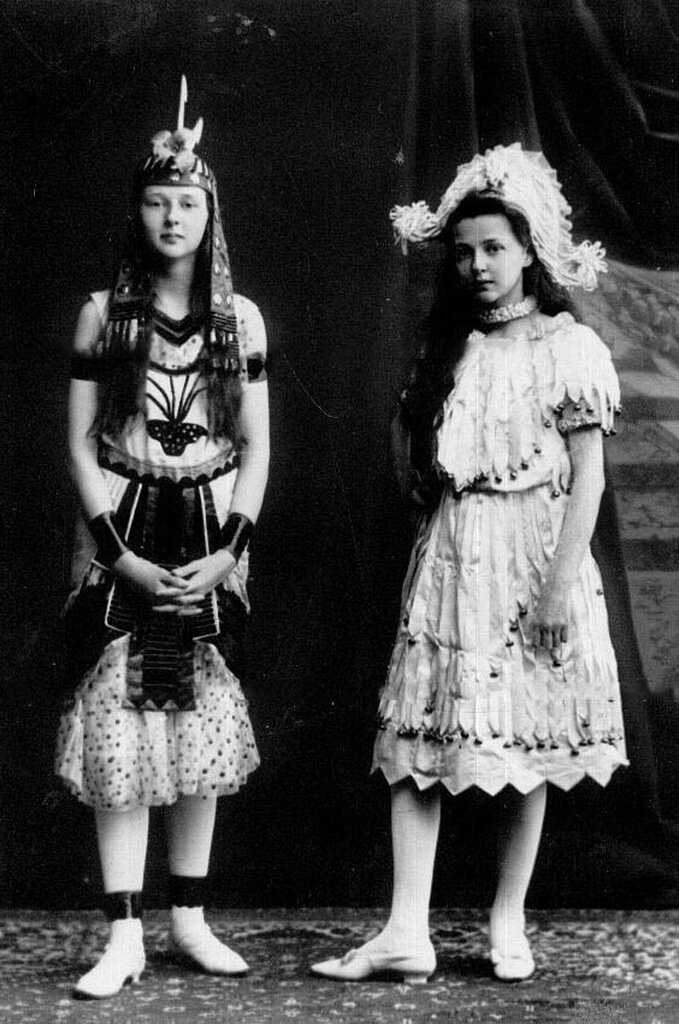
Столыпины Ольга и Александра (справа). 1907—1908 гг.
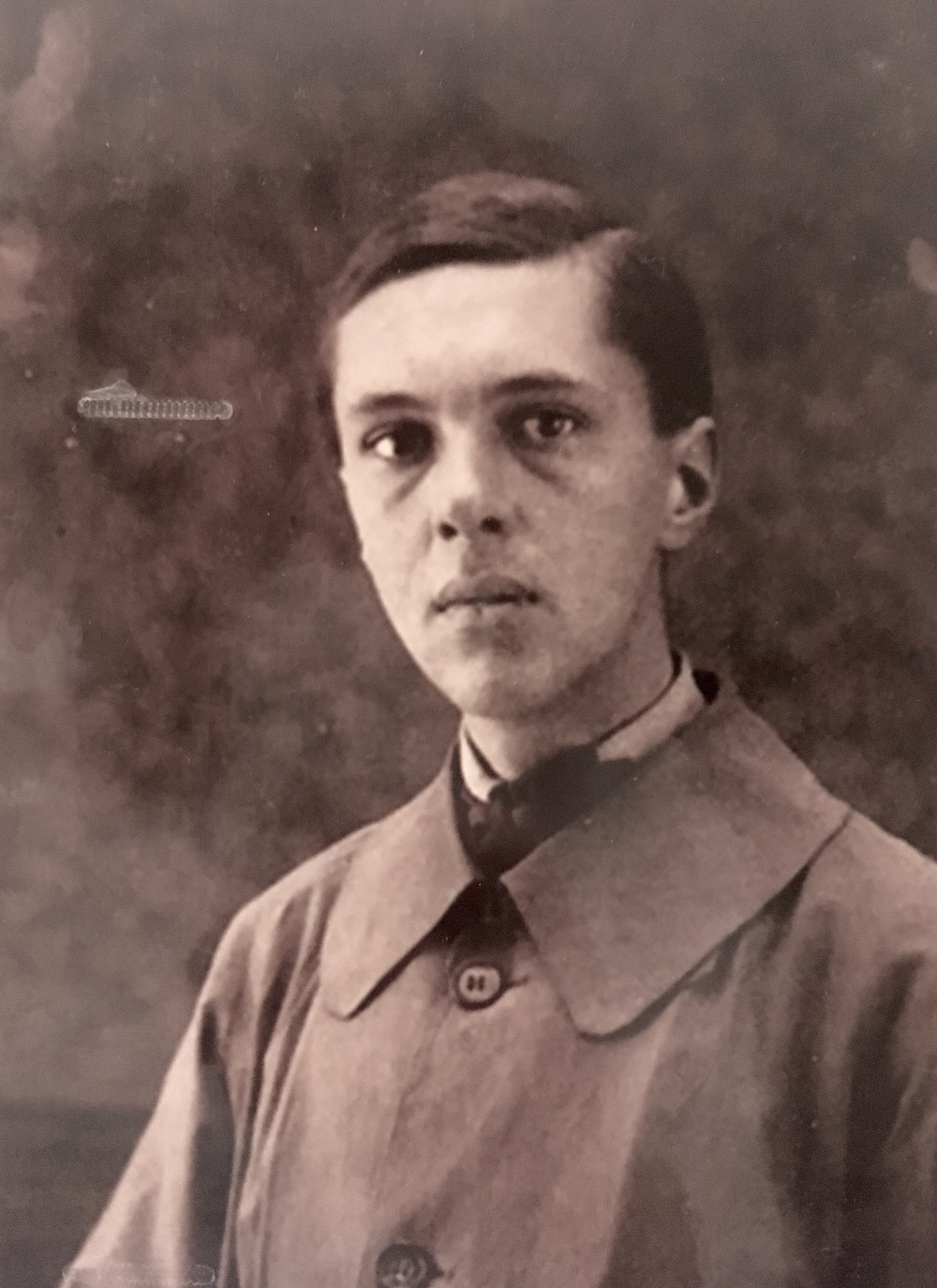
Столыпин Аркадий П. 1920-е гг.

## В искусстве

### В литературе
- В. Пикуль «Нечистая сила» (1979)

### В кино
- Жизнь и смерть Петра Аркадьевича Столыпина (2002, д.ф.) — роль исполнила Нина Дворжецкая[31],
- Столыпин… Невыученные уроки (2006) — роль исполнила Наталья Суркова.